# Championnat d'Europe de baseball 1977
Navigation
Édition précédente Édition suivante
Le championnat d'Europe de baseball 1977, quinzième édition du championnat d'Europe de baseball, a lieu du 23 au 31 juillet 1977 à Haarlem, aux Pays-Bas. Il est remporté par l'Italie.